# Confrontos entre Armênia e Azerbaijão em setembro de 2022
Os confrontos entre Armênia e Azerbaijão em setembro de 2022 foram uma série de combates que eclodiram entre as tropas armênias e do Azerbaijão em 12 de setembro de 2022, ao longo da fronteira Armênia-Azerbaijão, resultando em quase 300 mortes e dezenas de feridos de ambos os lados no terceiro dia do conflito. Ambos os lados culparam um ao outro pela escalada. O Ministério da Defesa da Armênia disse que o Azerbaijão atacou posições armênias perto das cidades de Vardenis, Goris, Sotk e Jermuk com artilharia e armas pesadas e que ocupou certas áreas de seu território, o que mais tarde foi confirmado por imagens de satélite da NASA. O Ministério da Defesa do Azerbaijão disse que a Armênia realizou "provocações em grande escala" perto das regiões de Dashkasan, Kalbajar e Lachin e que capturou várias alturas estratégicas na região fronteiriça dentro da Armênia.
Os confrontos ao longo da fronteira não demarcada decorrem principalmente do conflito do Alto Carabaque. A Rússia disse, em 13 de setembro, que havia negociado um cessar-fogo, mas ambos os lados confirmaram que foi quebrado minutos depois de entrar em vigor. Pelo menos 135 militares armênios foram mortos, de acordo com um relatório do primeiro-ministro armênio Nikol Pashinyan. O Azerbaijão reconheceu 80 mortes entre suas forças. Em 14 de setembro, a Armênia e o Azerbaijão negociaram um cessar-fogo.
O conflito eclodiu quando os militares russos recuaram durante a contra-ofensiva ucraniana de Kharkiv, enfraquecendo sua projeção de força na região. Os esforços da União Europeia para garantir mais gás do Azerbaijão para compensar a perda de importações da Rússia também enfraqueceram sua capacidade de mediar os confrontos.

## Antecedentes
Em 12 de maio de 2021, soldados do Azerbaijão atravessaram vários quilômetros para a Armênia nas províncias de Siunique e Guelarcunique e ocuparam cerca de 41 km2 do território armênio. O Parlamento Europeu, Estados Unidos e França – dois dos três copresidentes do Grupo OSCE Minsk, pediram ao Azerbaijão que retire suas tropas do território armênio internacionalmente reconhecido.
Outros confrontos ocorreram em julho de 2021 e em novembro de 2021, com vítimas sendo relatadas de ambos os lados. Em uma declaração conjunta em 17 de novembro de 2021, os relatores da UE chamaram a operação militar lançada pelo Azerbaijão em 16 de novembro de 2021 a pior violação até o momento do acordo de cessar-fogo de Nagorno-Karabakh de 2020.

## Cronologia

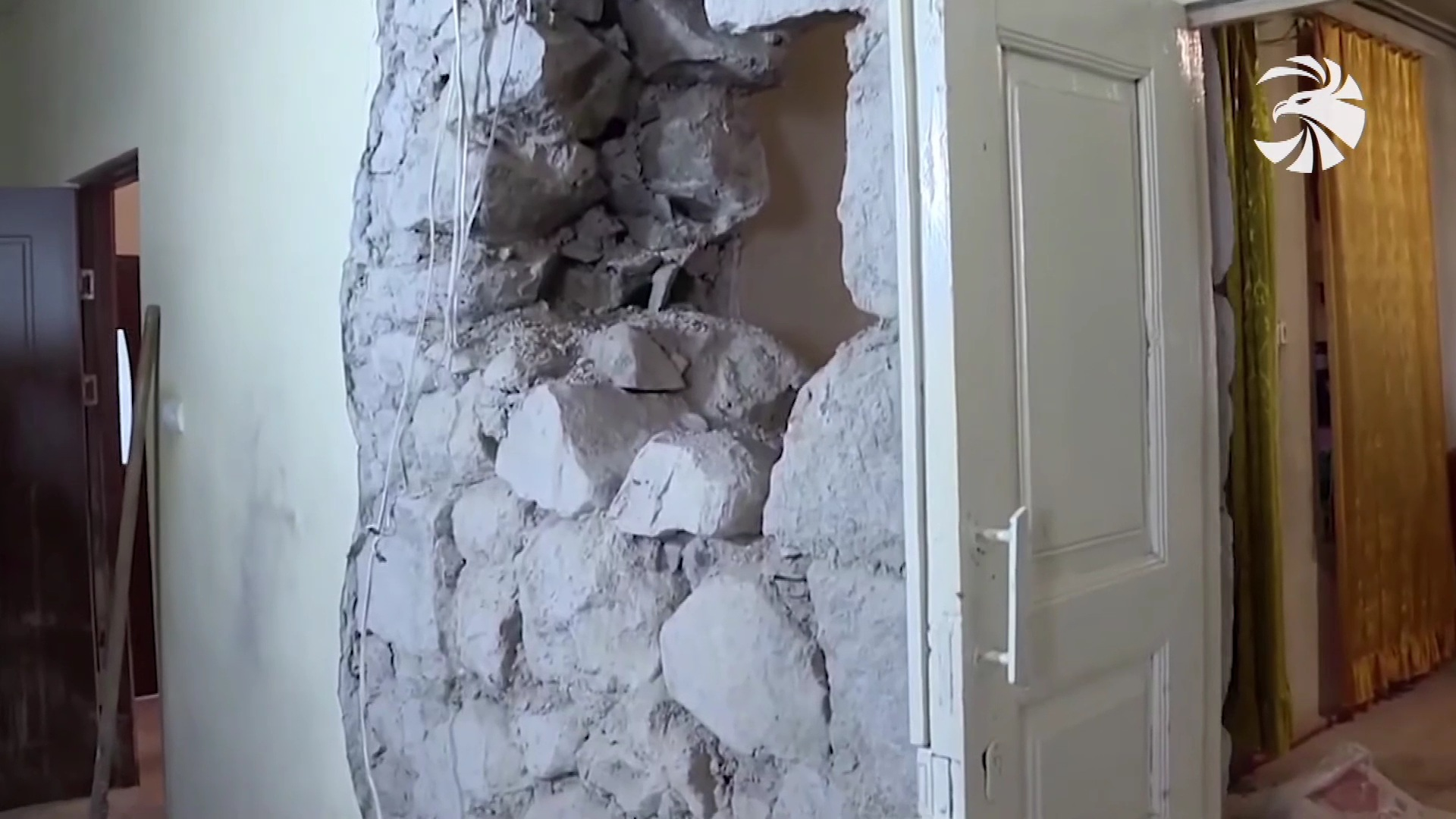
Uma casa residencial em Jermuk, Armênia, após o ataque do Azerbaijão.

### 12 a 13 de setembro
Na noite de 12 de setembro, o Ministério da Defesa da Armênia informou que unidades das Forças Armadas do Azerbaijão começaram a disparar intensamente com artilharia e armas pesadas na direção de posições armênias e áreas civis em Goris, Artanish, Sotk, Jermuk, Capã e Ishkhanasar. O MoD armênio também mencionou que o lado do Azerbaijão havia usado UAVs e estava realizando operações de avanço posicional em algumas direções. O Ministério da Defesa do Azerbaijão disse que a Armênia realizou "provocações em larga escala" perto das regiões de Dashkasan, Kalbajar e Lachin e colocou minas ao longo das estradas de abastecimento do exército. O MoD do Azerbaijão informou que estava tomando medidas para "suprimir os pontos de tiro das forças armadas armênias e impedir a expansão da escala do confronto".
A Rússia anunciou em 13 de setembro que havia negociado um cessar-fogo, mas ambos os lados confirmaram que foi quebrado minutos depois de entrar em vigor.
Em 13 de setembro às 14h00, horário local, o Ministério da Defesa armênio anunciou que a situação em algumas partes da fronteira armênio-azerbaijana continua extremamente tensa, pois o Azerbaijão continua tentando avanços posicionais, particularmente na direção de Nerkin Hand, Verin Shorzha, Artanish e Sotk. O MFA armênio também afirmou que, como resultado do bombardeio do Azerbaijão, muitas casas residenciais foram danificadas na aldeia de Kut, enquanto mulheres e crianças foram evacuadas. O Ministério da Saúde da Armênia afirmou que três civis ficaram feridos como resultado do bombardeio do Azerbaijão em áreas civis no primeiro dia do ataque. De acordo com o canal de mídia armênio Infoteka 24, mísseis do Azerbaijão atingiram um escritório russo do FSB na província de Guelarcunique. De acordo com o primeiro-ministro armênio Nikol Pashinyan, pelo menos 135 militares armênios foram mortos. O MoD do Azerbaijão anunciou a morte de 50 de seus militares, 42 dos quais eram membros do Exército do Azerbaijão, enquanto 8 eram do Serviço de Fronteiras do Estado.

### 14 a 16 de setembro
Na manhã de 14 de setembro, o MoD do Azerbaijão informou que as Forças Armadas Armênias dispararam morteiros e artilharia contra unidades do exército do Azerbaijão estacionadas nas direções Kelbajar e Lachin durante a noite e que o exército estava tomando "medidas de retaliação adequadas". O Ministério da Defesa armênio chamou isso de "outra desinformação" que "serve como base de informações para realizar agressões militares contra o território soberano da República da Armênia". O Ministério da Defesa armênio também informou que o Azerbaijão estava bombardeando Jermuk e Verin Shorzha, usando artilharia, morteiros e armas pequenas de grande calibre. Às 11 horas, horário local, o Ministério da Defesa do Azerbaijão e o Gabinete do Procurador-Geral emitiram uma declaração conjunta alegando que dois civis do Azerbaijão foram feridos como resultado do bombardeio das Forças Armadas Armênias.
Nikol Pashinyan disse que o Azerbaijão assumiu o controle de certas áreas do território armênio. Pashinyan acrescentou que a Armênia se candidatou ao artigo de defesa coletiva da CSTO pela primeira vez na história do país.
Nesse mesmo dia, um oficial de segurança armênio disse que eles concordaram em fazer um cessar-fogo entre a Armênia e o Azerbaijão.
De acordo com o The Moscow Times, Putin rejeitou o pedido de assistência militar do primeiro-ministro armênio Pashinyan: a Armênia é parte da Organização do Tratado de Segurança Coletiva liderada pela Rússia, cujos membros assumiram a obrigação de ajudar uns aos outros em caso de agressão militar.
Em 16 de setembro, o presidente do Azerbaijão, Ilham Aliyev, disse a Putin que a escalada foi estabilizada. De acordo com um parlamentar armênio, a Armênia recuperou o controle sobre seis posições anteriormente perdidas na fronteira.

## Suposta má conduta
O Azerbaijão mantém pelo menos 7 prisioneiros de guerra armênios, mas evidências em vídeo sugerem que o número é maior.
As imagens que circulam no Telegram mostram uma soldada da Armênia que foi mutilada pelas forças do Azerbaijão. O vídeo mostra a mulher nua, com palavras escritas nos seios e na barriga. Uma pedra foi inserida em sua órbita ocular e um dedo decepado foi colocado em sua boca. O Estado-Maior Geral das Forças Armadas da Armênia afirma que "as forças armadas do Azerbaijão cometeram atrocidades depois de se infiltrar no território da Armênia; eles desmembraram uma mulher membro do serviço, cortaram suas pernas, dedos e a despiram".

## Consequências

### Eventos cancelados
No Azerbaijão, em conexão com a morte de militares das Forças Armadas do Azerbaijão, eventos solenes dedicados ao "Dia do Conhecimento" e "Dia Nacional da Música" foram cancelados, o Campeonato de Halterofilismo do Azerbaijão entre jovens foi adiado. O cantor ucraniano Max Barskih cancelou seu próximo show na capital do Azerbaijão, Bacu, afirmando que "qualquer país que lance agressão contra outro país não é lugar para meus concertos".

### Protestos na Armênia
Em 14 de setembro, protestos eclodiram na capital da Armênia, Yerevan, e no Alto Carabaque pedindo a renúncia de Nikol Pashinyan por suas declarações sobre um possível acordo de paz com o Azerbaijão, acrescentando que o acordo faria com que eles fossem "criticados, amaldiçoados, chamados de traidores". Uma líder da oposição, Karin Tonoyan, pediu aos manifestantes que começassem a bloquear prédios do governo e também fizessem um apelo para uma greve nacional. Os manifestantes gritaram "Nikol, o traidor".
Os manifestantes tentaram derrubar a barreira de proteção e acessar o prédio do parlamento, mas foram impedidos pelas autoridades, que decidiram soldar o portão. Manifestantes perto do prédio do parlamento de Yerevan pediram aos deputados que viessem aos seus escritórios e impusessem Pashinyan. O ex-ministro da Defesa da Armênia, Seyran Ohanyan, informou que 35 parlamentares da oposição assinaram um documento para iniciar o processo de impeachment contra Pashinyan. Na noite de 15 de setembro, os deputados da oposição dirigiram-se ao edifício do parlamento para iniciar o processo de impeachment contra Pashinyan, aos quais se juntaram os manifestantes. Os protestos também foram realizados na segunda maior cidade da Armênia, Guiumri, porém foram muito menores e mais silenciosos.

### Esportes
Em 15 de setembro, o Qarabağ FK solicitou à UEFA que um minuto de silêncio fosse observado em homenagem aos soldados do Azerbaijão caídos durante a partida da fase de grupos da Liga Europa contra o FC Nantes em Bacu. O chefe do serviço de imprensa do clube, Gunduz Abbaszadeh, afirmou que tal movimento não foi permitido pela UEFA. Em seguida, a maior torcida organizada do clube, İmarət Tayfa, publicou uma declaração pedindo a todos que observassem um minuto de silêncio após o apito inicial para respeitar as memórias dos soldados falecidos do Azerbaijão. Foi rapidamente distribuído para um grande número de usuários na rede social. Apesar da decisão da UEFA, aproximadamente 30000 espectadores ligaram as lanternas de seus telefones e observaram um minuto de silêncio após o apito inicial.

## Danos à infraestrutura
De acordo com dados preliminares, como resultado do bombardeio do Azerbaijão, 192 casas residenciais foram danificadas nas províncias armênias de Siunique, Guelarcunique e Vaiose Zor, com 60 delas completamente danificadas. O Defensor dos Direitos Humanos da Armênia afirmou que mais de 2 570 pessoas foram deslocadas de suas casas. Um incêndio começou nas florestas de Jermuk como resultado dos tiros disparados pelo Azerbaijão. Em 14 de setembro, foi relatado que mísseis do Azerbaijão também atingiram um escritório russo do FSB na província de Guelarcunique.
Os bombardeios do Azerbaijão também causaram incêndios florestais em Jermuk. Em uma reunião do Conselho de Segurança das Nações Unidas, o representante permanente da Armênia, Mher Margaryan, condenou o ataque do Azerbaijão a Jermuk dizendo: "O bombardeio da cidade turística de Jermuk, que não tem absolutamente nenhum alvo militar, é nada menos que um crime de guerra, assim como os ataques contra o reservatório de água de Kechut, com impacto humano e ambiental potencialmente catastrófico". Em 16 de setembro, os chefes das missões diplomáticas e organizações internacionais credenciadas na Armênia chegaram a Jermuk para conhecer as consequências dos bombardeios.

## Análise

### Motivo
Asbarez, um jornal armênio-americano, informou que o objetivo do Azerbaijão era estabelecer um corredor terrestre para o enclave da República Autônoma do Naquichevão e a vizinha Turquia, efetivamente assumindo a Fronteira Arménia-Irã. O Irã alertou os líderes da Rússia e da Turquia de que se oporia a qualquer ação desse tipo para mudar sua fronteira com a Armênia.

## Reações
- O secretário de Estado dos Estados Unidos, Antony Blinken, expressou preocupação com os confrontos e exortou ambas as nações a encerrarem "imediatamente qualquer hostilidade militar", seguido por um telefonema com Ilham Aliyev para expressar preocupação "sobre a ação militar ao longo da fronteira Armênia-Azerbaijão, incluindo bombardeios em Armênia" e "exortou o presidente Aliyev a cessar as hostilidades".[81]

- O porta-voz do Departamento de Estado dos Estados Unidos, Ned Price, afirmou que os EUA estavam analisando evidências de bombardeios do Azerbaijão dentro da Armênia, que causaram "danos significativos à infraestrutura armênia", e enfatizou a necessidade de ambas as partes encerrarem as hostilidades e concordarem com um desescalada mais ampla.[82]

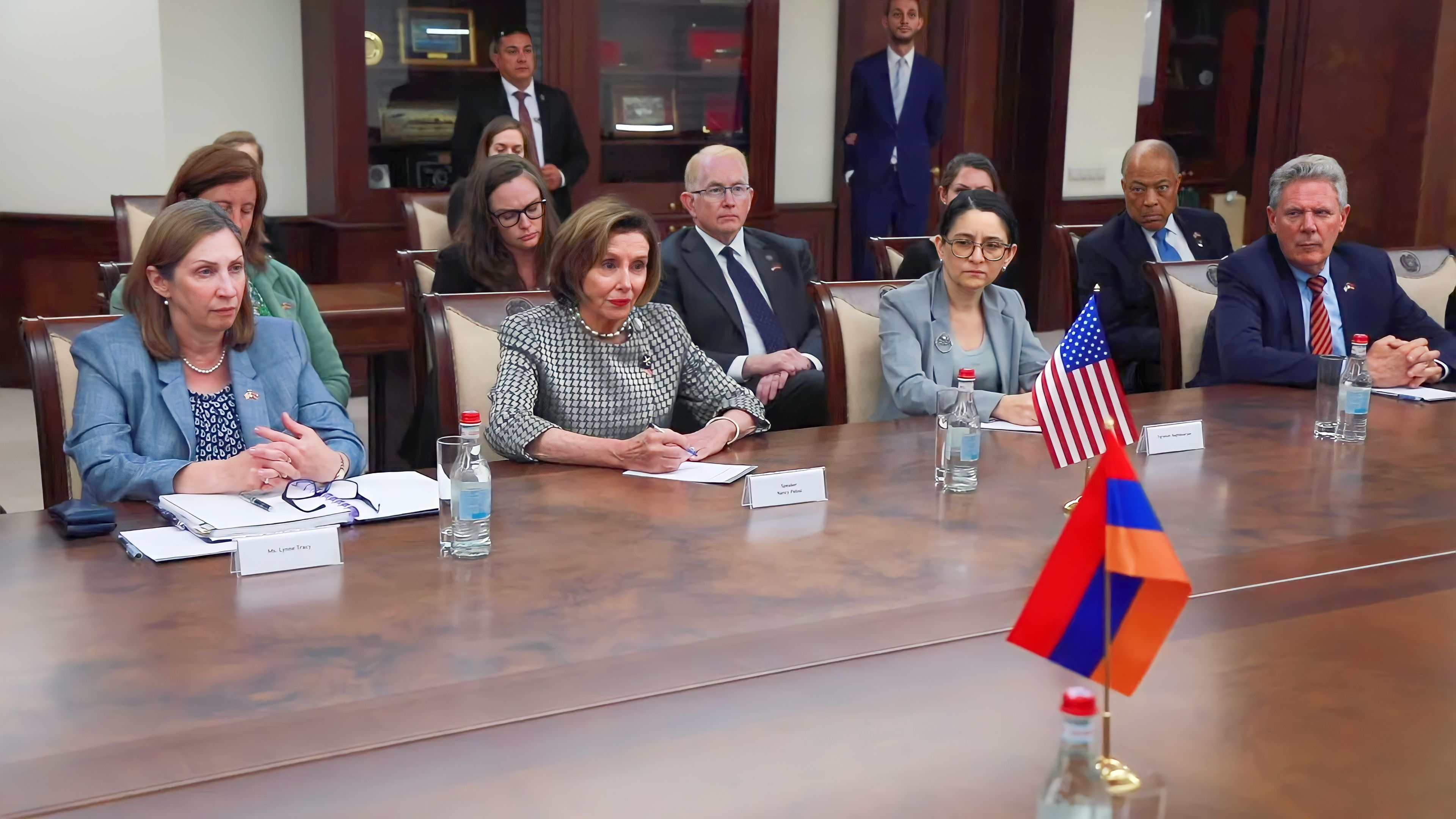
Nancy Pelosi durante uma reunião com o Ministério da Defesa da Armênia, em 18 de setembro.

- Durante os confrontos, a presidente da Câmara dos Representantes dos Estados Unidos, Nancy Pelosi, visitou Yerevan, em 17 de setembro, encontrando Nikol Pashinyan e outros altos funcionários da Armênia. Ela anunciou uma visita à capital armênia de Yerevan como uma demonstração de apoio ao país.[83]  Além disso, o governo armênio declarou que o último cessar-fogo foi alcançado em grande parte graças à intervenção dos Estados Unidos.[84] Em entrevista à televisão, o presidente do parlamento da Armênia ressaltou a importância do papel dos EUA na estabilização da situação.[85]

- O ministro das Relações Exteriores da Turquia, Mevlüt Çavuşoğlu, acusou a Armênia de iniciar os combates e os conflitos, e expressou apoio a novas negociações.[86]

- O Ministério das Relações Exteriores da Rússia pediu a ambas as partes que aderissem ao cessar-fogo mediado pela Rússia de 13 de setembro. Absteve-se de dizer quem a Rússia considerava responsável pela escalada. Também afirmou que a disputa entre a Armênia e o Azerbaijão deve ser resolvida por meios puramente políticos e diplomáticos.[87]

- O presidente da França, Emmanuel Macron, pediu ao Azerbaijão que "retorne à observação do cessar-fogo" e "respeite a integridade territorial da Armênia".[88][89][90] A França levantou o conflito como tema de discussão no Conselho de Segurança da ONU.[91]

- O Ministério das Relações Exteriores de Chipre condenou o "ataque desencadeado pelo Azerbaijão contra posições dentro do território da armênio".[92]

- O Ministério das Relações Exteriores da Índia convocou "o lado agressor a cessar imediatamente as hostilidades e os conflitos".[93]

- O ministro das Relações Exteriores do Cazaquistão, Mukhtar Tleuberdi, divulgou um comunicado dizendo: "Devemos partir do fato de que a fronteira entre o Azerbaijão e a Armênia não é delimitada, por isso é difícil falar sobre qualquer violação da fronteira".[94][95]

- O Representante Permanente da China na ONU, Zhang Jun, pediu moderação no conflito e pediu uma resolução da questão do Alto Carabaque com base no diálogo mútuo.[96]

- O ministro das Relações Exteriores do Irã, Hossein Amir-Abdollahian, disse a um representante do Azerbaijão que a fronteira entre o Irã e a Armênia deve permanecer inalterada e pediu a ambos os lados que mostrem moderação.[97]

- O secretário-geral da Organização dos Estados turcos expressou preocupação e condenou a "provocação militar das Forças Armadas Armênias". Exortou também a Arménia a cumprir os acordos alcançados entre os dois países.[98]

- O Presidente da Delegação do Parlamento Europeu para as Relações com o Sul do Cáucaso (DSCA) emitiu uma declaração sobre a "agressão militar do Azerbaijão contra a República da Arménia", condenando veementemente o "ataque militar em larga escala do Azerbaijão contra múltiplos alvos no território da República da Armênia."[99] Uma declaração conjunta dos principais eurodeputados condenou "os confrontos militares em larga escala" e instou "o Azerbaijão a interromper imediatamente sua ofensiva, a devolver suas tropas às suas posições iniciais e a respeitar plenamente a integridade territorial da Armênia".[100]

- O membro associado do programa Rússia e Eurásia do Chatham House, Laurence Broers, disse que o Azerbaijão foi o agressor, observando: "Acho que há um sentimento no Azerbaijão de que agora é a hora de implantar seu poder, sua vantagem militar e extrair o máximo que pode obter. Acho que o risco é o estabelecimento de novas zonas de amortecimento, zonas de segurança, uma espécie de fragmentação de pelo menos a parte sul da Armênia e uma impotência entre os atores externos para impedir que isso aconteça".[101][102]

- A Freedom House pediu ao Azerbaijão que "cessem seus ataques mortais ao território armênio" e que retornem às negociações de paz, afirmando que "os ataques militares a nações soberanas não têm lugar na ordem internacional baseada em regras".[103]

- Nos dias 14 e 15 de setembro, pessoas na Armênia (Yerevan e Gyumri) saíram às ruas para exigir a renúncia do primeiro-ministro. Os manifestantes tentaram invadir o prédio do parlamento, mas foram impedidos. Os deputados da oposição pretendem destituir Pashinyan.[104]